# 比默伦
比默伦（德語：Bimöhlen）是德国石勒苏益格－荷尔斯泰因州的一个市镇。总面积17.23平方公里，总人口978人，其中男性529人，女性449人（2011年12月31日），人口密度57人/平方公里。